# Куртризи-э-Фюссиньи
Куртризи-э-Фюссиньи́ (фр. Courtrizy-et-Fussigny) — коммуна во Франции, находится в регионе Пикардия. Департамент коммуны — Эна. Входит в состав кантона Гиньикур. Округ коммуны — Лан.
Код INSEE коммуны — 02229.

## Население
Население коммуны на 2010 год составляло 67 человек.
| 1962 | 1968 | 1975 | 1982 | 1990 | 1999 | 2010 |
| ---- | ---- | ---- | ---- | ---- | ---- | ---- |
| 77   | 68   | 49   | 63   | 58   | 66   | 67   |

## Экономика
В 2010 году среди 44 человек трудоспособного возраста (15—64 лет) 28 были экономически активными, 16 — неактивными (показатель активности — 63,6 %, в 1999 году было 55,0 %). Из 28 активных жителей работали 23 человека (16 мужчин и 7 женщин), безработных было 5 (1 мужчина и 4 женщины). Среди 16 неактивных 3 человека были учениками или студентами, 12 — пенсионерами, 1 был неактивным по другим причинам.